# Símbolos de Georgia
Los símbolos de Georgia son la bandera de Georgia,  el escudo, himno nacional.

La bandera de Georgia

## Bandera
La bandera de Georgia también conocida como la "bandera de las cinco cruces"- es uno de tres símbolos oficiales del Georgia desde el 14 de enero de 2004. Esta bandera fue el emblema del Reino de Georgia durante la Edad Media.  La bandera del estado de Georgia es la segunda más antigua del mundo después de la bandera de Dinamarca.
Es una bandera de color blanco con una cruz roja en su parte central que la divide en cuadrantes y con cuatro pequeñas cruces rojas, una por cada cuadrante. Las proporciones entre el alto y el largo de la bandera son de 2:3. El elemento central de la bandera es la cruz de San Jorge. Las cuatro cruces pequeñas se remontan al reinado de Jorge V de Georgia. Es una variante de las que figuran en la cruz de Jerusalén, símbolo usado por los cruzados.
La bandera fue declarada símbolo nacional de Georgia el 14 de enero de 2004.

El escudo de Georgia

## Escudo
La versión actual del escudo de Georgia fue adoptada el 1 de octubre de 2004. Está basada en las armas medievales de la Casa de los Bagration que reinó en el país.

En el escudo de color rojo figura un jinete que representa a San Jorge, patrón de Georgia, armado con una lanza sobre un caballo del mismo metal que está matando a un serpento de plata. El escudo está coronado de una corona real de oro, perteneciente a la dinastía georgiana Bargationi. El blasón es sostenido por dos leones. Abajo está la cinta con el lema nacional: ძალა ერთობაშია — “Dzala Ertobashia” (“La Fuerza está en la Unidad”).

## Himno nacional
El actual himno nacional de Georgia fue adoptado el 23 de abril de 2004, cinco meses después de la renuncia del expresidente Eduard Shevardnadze. Su título es Tavisupleba y significa Libertad- "Tavisupleba" sucedió al antiguo himno Dideba zetsit kurtheuls, adoptado después de la independencia de Georgia de la Unión Soviética en 1991.
El autor del texto del himno es Davit Maghradze y de la música —  Zakaria Paliashvili. El himno nacional fue compuesto por Ioseb K'ech'aq'madze.